# Edmée Ollagnier
Edmée Ollagnier, née en 1953, est une chercheuse française en sciences de l'éducation qui a apporté la dimension genre dans les travaux de recherche sur la formation d'adultes.

## Biographie

### Origines et études
Cette section ne s'appuie pas, ou pas assez, sur des sources secondaires ou tertiaires indépendantes du sujet.

Pour l'améliorer, ajoutez-en, ou placez des modèles {{Source secondaire souhaitée}} ou {{Source secondaire nécessaire}} sur les passages mal sourcés. (novembre 2024)
Edmée Ollagnier naît en 1953. Elle est originaire de France.    
Après son baccalauréat à Cluses, en Haute-Savoie, en 1971, elle obtient en 1975 une maîtrise en psychologie à l'université de Chambéry, puis un doctorat en sciences de l'éducation en 1979 à l'université de Grenoble.    

### Parcours professionnel et universitaire
Cette section ne s'appuie pas, ou pas assez, sur des sources secondaires ou tertiaires indépendantes du sujet.

Pour l'améliorer, ajoutez-en, ou placez des modèles {{Source secondaire souhaitée}} ou {{Source secondaire nécessaire}} sur les passages mal sourcés. (novembre 2024)
Elle enseigne de 1981 à 2004, année de sa retraite, dans plusieurs universités françaises et suisses dans le domaine de la psychologie du travail et de l'éducation des adultes (et également deux ans aux États-Unis, de 1992 à 1994, à l'université du Vermont).
Elle est notamment chargée de cours de 1981 à 2002 à l'université de Chambéry, et, en parallèle, assistante à partir de 1985 puis chargée de cours (d'abord suppléante) et enfin à partir de 1998 maître d'enseignement et de recherche suppléante à la Faculté de psychologie et des sciences de l'éducation de l'Université de Genève.

### Travaux et publications
En 1999, elle engage les travaux de recherche avec une approche genre sur les femmes et la formation pour adultes. De 2000 à 2007, elle est responsable du réseau Gender and Adult Education de l'European society for research on Education of adults.     
Elle publie plusieurs ouvrages sur la question du genre dans l’éducation. En 2014, elle publie Femmes et défis pour la formation des adultes, dans lequel elle propose de reconsidérer la place des femmes et de prendre en considération la dimension genre dans la formation pour adultes.   

## Publications
- Mais qu'est-ce qu'elles voulaient ?  Histoire de vie du MLF à Genève, Genève, éditions d'en bas, 1999, 240 p. (ISBN 978-2-8290-0242-7, lire en ligne)[4]
- L'énigme de la compétition dans l'éducation, Bruxelles, De Boeck, 2002
- Parcours de femmes à l’université. Perspectives internationales., Paris, L’Harmattan, 2006, 195 p.
- (en) Joanna Ostrouch (dir.) et Edmée Ollagnier (dir.), Researching Gender in Adult Learning, Peter Lang, 2008, 250 p. (ISBN 978-3-631-58251-0, lire en ligne)
- Femmes en formation : tout change… et tout reste à faire !, Genève, Université de Genève, 2009, 123 p.[5]
- Femmes et défis pour la formation des adultes : un regard critique non conformiste, Paris, L'Harmattan, 2014, 257 p. (ISBN 978-2-343-03338-9)